# پبل بیچ (کالیفرنیا)
پبل بیچ (به انگلیسی: Pebble Beach) یک منطقهٔ مسکونی در ایالات متحده آمریکا است که در شهرستان مونتری، کالیفرنیا واقع شده‌است. پبل بیچ ۰ متر بالاتر از سطح دریا واقع شده‌است.